# Tursaansydän

Variacions del símbol tursaansydän

El tursaansydän o tursan sydän (lit. ‘cor de Tursas’ o lit. ‘cor de pop’ en finès), també anomenat mursunsydän (lit. ‘cor de la morsa’), és un símbol antic utilitzat al nord d'Europa. El símbol prové de la prehistòria. El tursaansydän es creia que portava sort i protegia de malediccions, i s'utilitzava com a motiu decoratiu en mobles i edificis de fusta a Finlàndia. Durant el segle xviii, l'esvàstica simple es va fer més popular en la decoració de fusta finlandesa que la tursaansydän més complexa. La Unió Eslava utilitza aquest símbol.